# Eva Rajchmanová
Eva Rajchmanová (* 16. června 1971 Hodonín) je česká politička a ekonomka, od roku 2022 senátorka za obvod č. 79 – Hodonín, v letech 2002 až 2014 místostarostka, v letech 2014 až 2022 starostka a od roku 2022 radní obce Dolní Bojanovice, členka KDU-ČSL.

## Studia a rodina
Vystudovala Střední ekonomickou školu (SEŠ) v Hodoníně. Na Ekonomické univerzitě v Bratislavě získala titul Ing. Následně pracovala jako účetní a poradkyně ve firmě LCS Engineering v Hodoníně. Po mateřské dovolené pracovala jako ekonomka ve firmě SPECIAL TURBO, s.r.o. v Prušánkách. Je vdaná s manželem vychovali 4 děti. Kromě rodiny se ve volném čase věnuje práci na zahradě, jízdě na kole, lyžování. Je členkou Svatováclavského sboru a orchestru – hraje na housle, zpívá, tančí, zapojuje se do folklórních akcí.

## Politické působení
Do Zastupitelstva obce Dolní Bojanovice byla zvolena v roce 2002 a hned v tomto roce byla zvolena místostarostkou. Tuto funkci vykonávala do roku 2014, kdy byla zvolena starostkou obce. V roce 2018 se jí podařilo tento post obhájit. V komunálních volbách v roce 2022 obhájila mandát zastupitelky obce. Starostkou již zvolena nebyla, stala se však radní obce. Dne 23. října 2022 byl novým starostou obce zvolen Tomáš Makudera.
Je také členkou kontrolního výboru Svazu měst a obcí, dále členkou Řídící skupiny komunitního plánování sociálních služeb za ORP Hodonín. Je i členkou výboru Místní akční skupiny Jižní Slovácko, z.s. V roce 2010 se stala členkou KDU-ČSL a kromě komunálních voleb kandidovala také ve volbách do Poslanecké sněmovny PČR v roce 2021. Na kandidátce koalice SPOLU byla na nevolitelném 26. místě, přesto se jí v Jihomoravském kraji podařilo získat 3 512 preferenčních hlasů, zvolena ale nebyla.
Jako místostarostka a starostka absolvovala řadu jednání na kraji i ministerstvech, potkává se s poslanci a senátory a zajímá se tak nejen o komunální, ale také o krajskou a celostátní politiku. Podrobněji se zabývá ochranou životního prostředí, zejména v souvislosti s ochranou před suchem a energetickou soběstačností.
Za jejího působení se v Dolních Bojanovicích podařilo vybudovat cyklostezky, zasíťovat nové stavební pozemky, jak pro bydlení, tak pro podnikání. Zasloužila se o rozvoj obce a Dolní Bojanovice dosáhly největšího počtu obyvatel ve své historii, v současnosti zde žije více než 3 000 obyvatel. Obec realizovala i ekologické projekty, například fotovoltaiku na střeše základní školy.
Jako starostka musela řešit i přírodní síly, které ničily jižní Moravu. Tornádo, které se prohnalo okolními obcemi ve čtvrtek 24. června 2021, minulo Dolní Bojanovice o tři kilometry. Přesto i obec byla zasažena krupobitím – padaly kroupy o velikosti pěstí. Už v pondělí 21. června 2021 ale Dolní Bojanovice poničila přívalová lokální bouřka, která způsobila záplavy a krupobití, které rozbíjelo skla aut, střešní okna, některé střechy domů. Starostka se podílela na koordinaci odklízení škod.
Poutní místo ve slovenském Šaštíně zdobil v září 2021 při návštěvě papeže kříž sestavený z trámů tornádem poničené střechy místního kostela. Při domlouvání této akce své místo zaujala i starostka Dolních Bojanovic.
Ve volbách do Senátu PČR v roce 2022 kandidovala za KDU-ČSL v rámci koalice SPOLU (tj. ODS, KDU-ČSL a TOP 09) v obvodu č. 79 – Hodonín. Chtěla navázat na práci své předchůdkyně Anny Hubáčkové. Její kandidaturu podpořili např. předseda vlády ČR Petr Fiala, hejtman Jihomoravského kraje Jan Grolich, astronom Jiří Grygar, europoslanec Tomáš Zdechovský, ředitel televize Noe Leoš Ryška nebo senátorka Hana Žáková. V prvním kole vyhrála s podílem hlasů 28,46 %, a postoupila tak do druhého kola, v němž se utkala s kandidátkou hnutí ANO Ladislavou Brančíkovou. Ve druhém kole vyhrála poměrem hlasů 51,61 % : 48,38 %, a stala se tak senátorkou.